# Holonomie
Der mathematische Begriff der Holonomiegruppe eines Zusammenhangs eines Vektor- oder Hauptfaserbündels über einer differenzierbaren Mannigfaltigkeit (abgekürzt auch einfach Holonomie) bezeichnet in der Differentialgeometrie die Gruppe linearer Transformationen, die durch den Paralleltransport von Vektoren entlang geschlossener Kurven induziert wird.
Trägt eine Mannigfaltigkeit {\displaystyle M} eine riemannsche Metrik, so ist deren riemannsche Holonomie durch die Holonomie des Levi-Civita-Zusammenhangs auf dem Tangentialbündel von {\displaystyle M} gegeben.

## Beispiele

Durch den Paralleltransport des tangential in Richtung Nordpol N zeigenden Vektors längs des Weges A → N → B → A erfährt der Vektor insgesamt eine Drehung um einen Winkel

Als Beispiel betrachten wir die Kugeloberfläche {\displaystyle S^{2}} mit der Standardmetrik aus dem {\displaystyle \mathbb {R} ^{3}} . Wir fixieren einen Punkt auf der Kugeloberfläche, etwa {\displaystyle A} wie in nebenstehender Zeichnung. Ein Element des Tangentialraums {\displaystyle T_{A}S^{2}} ist dann ein tangential an der Kugeloberfläche anliegender Vektor mit Ursprung in {\displaystyle A}. Wie in nebenstehender Zeichnung angedeutet, betrachten wir den Paralleltransport dieses Vektors längs des geschlossenen Weges {\displaystyle A\rightarrow N\rightarrow B\rightarrow A}. Dabei wird deutlich, dass der verschobene Vektor im Punkt {\displaystyle A} im Vergleich zum Ausgangsvektor um einen gewissen Winkel gedreht wurde, und es ist klar, dass jeder andere Vektor aus {\displaystyle T_{A}S^{2}} durch diesen Paralleltransport um denselben Winkel gedreht wird, d. h., die Drehung um diesen Winkel auf dem Raum {\displaystyle T_{A}S^{2}\cong \mathbb {R} ^{2}} ist ein Element der Holonomiegruppe im Punkt {\displaystyle A}. Genauso klar ist, dass man durch Verwendung anderer geschlossener Wege auf der Kugeloberfläche jeden Drehwinkel erhalten kann. Damit ist die Holonomiegruppe im Punkt {\displaystyle A} isomorph zur Gruppe {\displaystyle \mathrm {SO} (\mathbb {R} ^{2})\cong S^{1}} der Drehungen im zweidimensionalen Raum. Da die Kugeloberfläche wegzusammenhängend ist, erhält man in jedem Punkt eine isomorphe Holonomiegruppe. Ist nämlich {\displaystyle A'} ein anderer Punkt und {\displaystyle w} ein Weg von {\displaystyle A} nach {\displaystyle A'}, so erhält man aus einem Paralleltransport am Punkt {\displaystyle A'} einen solchen am Punkt {\displaystyle A}, indem man einen Tangentialvektor an {\displaystyle A} zunächst längs {\displaystyle w} parallel nach {\displaystyle A'} verschiebt, dort den gegebenen Paralleltransport am Punkt {\displaystyle A'} anwendet und das Ergebnis längs des umgekehrten Weges {\displaystyle w^{-1}} wieder zurück nach {\displaystyle A} verschiebt. Das definiert offenbar einen Isomorphismus zwischen den Holonomiegruppen an {\displaystyle A} und {\displaystyle A'}.
Betrachtet man als weiteres Beispiel den euklidischen Raum {\displaystyle \mathbb {R} ^{n}} mit der euklidischen Metrik, also dem Standardskalarprodukt, so fällt der Parallelitätsbegriff mit der geometrischen Parallelität zusammen. Eine wie auch immer geartete Parallelverschiebung eines Vektors ändert dessen Richtung nicht. Wenn man also längs eines geschlossenen Weges parallelverschiebt, so erhält man den Ausgangsvektor zurück, das heißt, ein Paralleltransport an einem gegebenen Punkt ist immer die identische Abbildung. Daher ist die Holonomiegruppe in diesem Fall trivial.

## Bedeutung in der Physik
Holonomiegruppen spielen eine große Rolle in der theoretischen Physik, sowohl in der Quantenfeldtheorie (siehe Wilson-Loop), als auch im Besonderen in der Stringtheorie. Hier ist die Holonomiegruppe von kompakten sechs- und siebendimensionalen Mannigfaltigkeiten von Interesse, da bei einer Kompaktifizierung der Theorie auf diesen Räumen die Anzahl der erhaltenen Supersymmetrie von der maximalen Anzahl kovariant konstanter Spinoren abhängt, die wiederum von der Holonomie bestimmt wird. Mannigfaltigkeiten von besonderem Interesse sind sechsdimensionale Calabi-Yau-Mannigfaltigkeiten mit SU(3)-Holonomie sowie siebendimensionale Mannigfaltigkeiten mit G2-Holonomie.